# Mycosphaerella stellarinearum
Mycosphaerella stellarinearum är en svampart som först beskrevs av Gottlob Ludwig Rabenhorst, och fick sitt nu gällande namn av Carl Johan Johanson 1885. Mycosphaerella stellarinearum ingår i släktet Mycosphaerella och familjen Mycosphaerellaceae.   Inga underarter finns listade i Catalogue of Life.